# Боложан, Илие
Илие Гаврил Боложан (рум. Ilie Gavril Bolojan; род. 17 марта 1969, Бихор) — румынский политический и государственный деятель. Премьер-министр Румынии с 23 июня 2025 года. Председатель сената Румынии с 23 декабря 2024 по 23 июня 2025 года. Ранее занимал пост мэра Оради и председателя окружного совета Бихора. После исторического поражения Национал-либеральной партии в первом туре аннулированных президентских выборов в Румынии в 2024 году и последующей отставки Николае Чукэ, он стал исполняющим обязанности президента партии. С 12 февраля по 26 мая 2025 года исполняющий обязанности президента Румынии.

## Биография
Илие Боложан окончил среднюю математико-физическую школу «Эмануил Гойду» в Орадя, затем изучал механику (1988—1993) в Политехническом институте «Траян Вуя» в Тимишоаре и математику (1990—1993) в Западном университете Тимишоары. В 1993 году он стал членом Национал-либеральной партии (НЛП).
В 1993—1994 годах работал учителем во вспомогательной школе Тилеагда.
С 1996 по 2004 год был членом местного совета города Алешд, а с 2004 года — членом совета округа Бихор. Параллельно занимал руководящие должности.
- 1994—2004 — администратор коммерческой компании Campus S.R.L.
- 2000—2001 — вице-президент совета директоров санитарной компании Salubri S.A.
- 2001—2004 — член совета директоров средней школы имени Александру Романа в Алешде.
- 2003—2004 — член совета директоров Алешдинской территориальной больницы.

В 2005 и 2006 годах посещал специализированные курсы по государственному управлению во Франции и в Национальном институте администрации в Бухаресте.
В период 2005—2007 годов занимал пост префекта жудеца Бихор, а в 2007—2008 годах — генерального секретаря правительства.

## Мэр муниципалитета Орадя
В 2008 году Илие Боложан был избран мэром Орадя, получив 50,3 % голосов. Он стал первым мэром города, избранным в первом туре после 1989 года. Боложан начал программу административных и экономических реформ, модернизируя инфраструктуру, восстанавливая исторический центр и привлекая инвесторов. Благодаря этим мерам Орадя значительно повысила свою привлекательность как в экономическом, так и в туристическом плане. В 2012 и 2016 годах Боложан был переизбран мэром, а в 2016 году он получил 70,95 % голосов.

## Председатель совета жудеца Бихор
В 2020 году Илие Боложан был избран председателем совета жудеца Бихор, получив 61,5 % голосов. На этом посту он продолжал продвигать проекты по развитию инфраструктуры и привлечению инвестиций в жудец, совершенствуя государственные услуги и создавая более эффективную и прозрачную административную систему.

## Исполняющий обязанности президента Румынии

Илие Боложан с президентом Франции Эмманюэлем Макроном у входа в Елисейский дворец, 19 февраля 2025 года

10 февраля 2025 года президент Румынии Клаус Йоханнис объявил о своей отставке запланированной на 12 февраля 2025 года. Илие Боложан стал исполняющим обязанности президента Румынии и исполнял свои обязанности до избрания нового президента на президентских выборах в Румынии в 2025 году.

## Личная жизнь
О личной жизни Илии известно немного. В 1990-х годах он женился на Флорентине Боложан. В браке у них родилось две дочери. В 2013 году супруги развелись. По неофициальным данным, причиной развода стала измена Илии Боложана. С 2022 года состоит в отношениях с женщиной из города Орадя. Илие является первым не женатым главой Румынии.
Старшая дочь Боложана — Лучия-Мария работает архитектором. Она изучала архитектуру в Политехническом университете Тимишоары на факультете архитектуры и градостроительства.